# Sărutul ucigașului
Sărutul ucigașului (engleză Killer's Kiss) este un film noir american din 1955. În rolurile principale joacă actorii Jamie Smith, Trene Kane și Frank Silvera.

## Distribuție
- Jamie Smith - Davey Gordon
- Irene Kane - Gloria Price
- Frank Silvera - Vincent Rapallo